# Aimeric de Belenoi

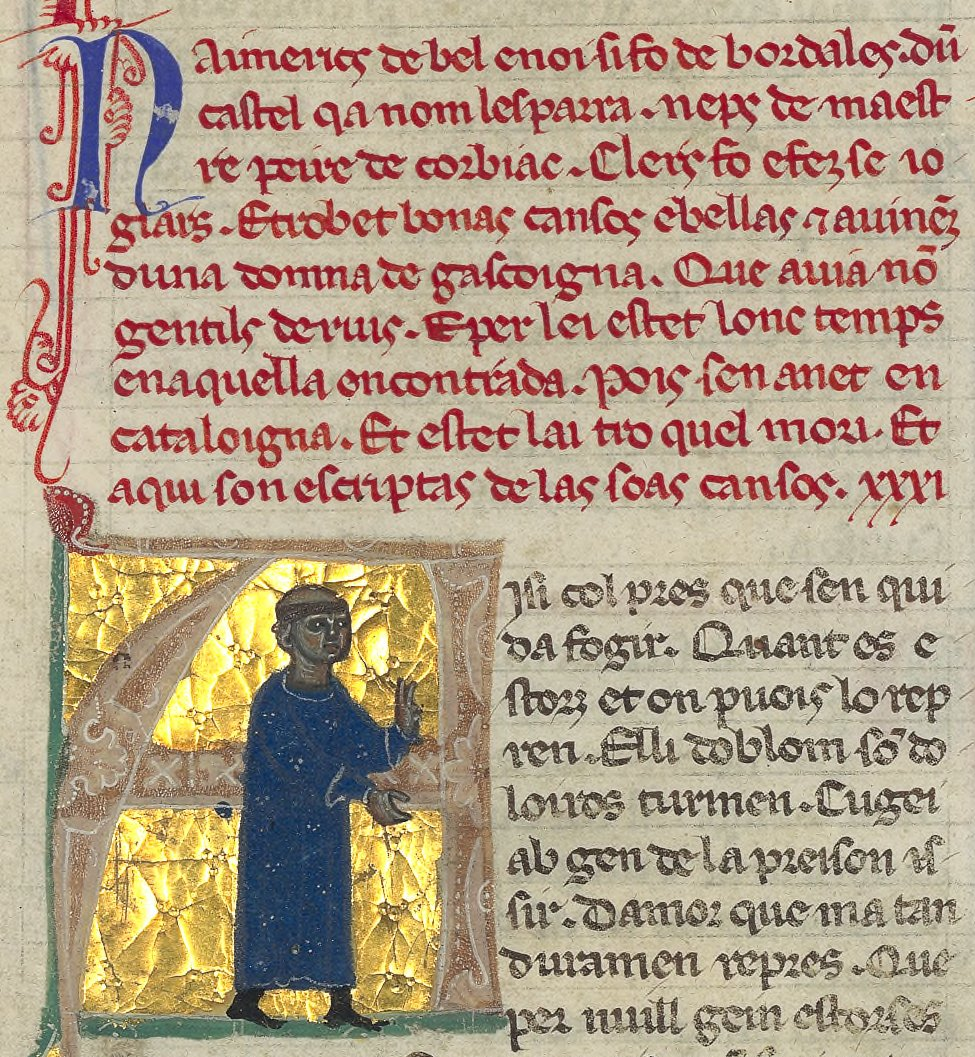
BnF ms. 12473 fol. 111; Cançoner K. Vida, en vermell, i miniatura que representa Aimeric de Belenoi

Aimeric de Belenoi va ser un clergue i trobador del segle xiii, nascut el 1216 al castell de L'Esparra (Gironda), prop de Bordeus. Com a mínim quinze de les seves cançons sobreviuen i n'hi ha set més que se li atribueixen. Les seves obres fan referència a fets de Tolosa de Llenguadoc, Provença i Itàlia, cosa que sembla demostrar el seu tarannà viatger. El trobem també a la  Savoia, Castella i Catalunya, on morí el 1242.
Els versos d'Aimeric van ser editats per primer cop per Maria Dumitrescu, en el seu llibre Poésies du troubadour Aimeric de Belenoi publicat a París el 1935. Dumitrescu valora les composicions d'Aimeric de Belenoi com a "banals", malgrat la seva gran popularitat durant el període que visqué.
Dante el cita a la seva obra De vulgari eloquentia consagrat dins la poesia en llengua vulgar (no llatina).

## Biografia

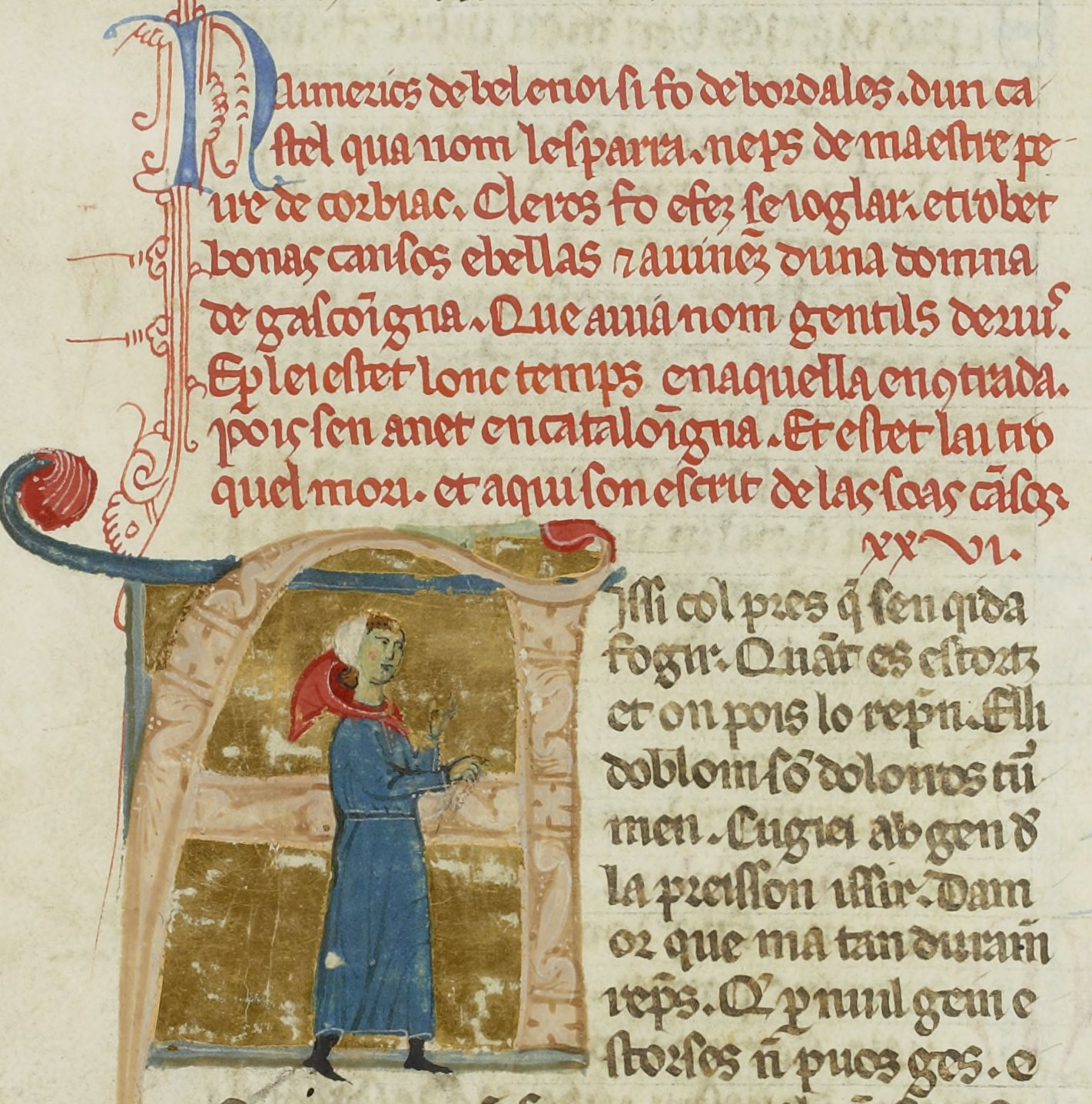
BnF ms. 854 fol. 125v; Cançoner I

Aimeric de Belenoi va començar la seva carrera com a joglar al costat de Gente de Rius, una dama gascona. Després va acostar-se als membres de la Casa de Savoia visitant els seus castells a Chambéry, Suïssa, a Bourget, i també a Évian, a Chillon i a Moudon. Va ser especialment apreciat per Margarida de Genevois (vers 1180-25 d'abril de 1236), esposa del comte Tomàs I de Savoia (1178-1233), a qui dedicà un dels seus poemes:
Dona Na Margarid

E vezers, e gens aculhirs

Provon que res nos vos sofranh

De so que a pro domna tanh

## Obres
- (9,3)[1] Aissi quo'l pres que s'en cuja fugir
- (9,4) Aissi cum hom pros afortitz
- (9,7) Ara'm destrenh Amors
- (9,12) Meravilh me cum pot hom apelhar
- (9,13) No'm laissa ni'm vol retener
- (9,14) Nulhs hom no pot complir adrechamen
- (9,15) Per Crist s'ieu crezes Amor
- (9,17) Pos Dieus nos a restaurat
- (9,18) Puois lo gais temps de pascor
- (9,8) Selh que promet a son coral amic
- (9,20) S'a midons plazia
- (9,1) Ailas per que viu lonjamen ni dura
- (9,9) Domna, flor
- (9,6) Anc, puois qe giois ni canç
- (9,21) Tant es d'Amor honratz sos senhoratges
- (9,5) A'l prim pres de'ls breus jorns braus
- (9,11) Ja non creirai q'afanz ni cossirers
- (9,13a) Nulhs hom en re no falh (alguns cançoners l'atribueixen a Raimbaut de Vaqueiras però la crítica creu que no és de Raimbaut) (amb música conservada al cançoner R, únic cançoner que atribueix aquesta cançó a Peirol)
- (9,16) Pus de Joy mou e de Plazer
- (9,19) Can mi perpens ni m'arbire
- (9,10) Consiros, cum partitz d'amor

- (11,2) Fins e leials e senes tot engan (atribuïda a Aimeric de Sarlat)

### Edicions
- Dumitrescu, Maria, Poésies du troubadour Aimeric de Belenoi. París, 1935. (francès)
- A. Poli, Aimeric de Belenoi. Le poesie, Nàpols/Perugia, 1997

### Repertoris
- Alfred Pillet / Henry Carstens, Bibliographie der Troubadours von Dr. Alfred Pillet […] ergänzt, weitergeführt und herausgegeben von Dr. Henry Carstens. Halle : Niemeyer, 1933 [Aimeric de Belenoi és el número PC 9]
- Favati, Guido (editor), Le biografie trovadoriche, testi provenzali dei secc. XIII e XIV, Bologna, Palmaverde, 1961, p. 317
- Martí de Riquer, Vidas y retratos de trovadores. Textos y miniaturas del siglo XIII, Barcelona, Círculo de Lectores, 1995 p. 131-133 [Reproducció de la vida, amb traducció a l'espanyol, i miniatures dels cançoners A, I i K]